# Akonolinga
Akonolinga är en ort i Kamerun.   Den ligger i regionen Centrumregionen, i den södra delen av landet, 80 km öster om huvudstaden Yaoundé. Akonolinga ligger 643 meter över havet och antalet invånare är 17 181.
Terrängen runt Akonolinga är huvudsakligen platt. Akonolinga ligger nere i en dal. Trakten runt Akonolinga är ganska glesbefolkad, med 34 invånare per kvadratkilometer. Det finns inga andra samhällen i närheten. I omgivningarna runt Akonolinga växer i huvudsak städsegrön lövskog.